# Натуральная мультяшность
Натуральная мультяшность (англ. Raw Toonage) — анимационное шоу, включающее в себя три независимых мультсериала с новыми, ранее не известными персонажами. В роли ведущих выступили знаменитые диснеевские персонажи: Людвиг фон Дрейк, Зигзаг, Гуфи, Скрудж Макдак и другие. Они разыгрывали забавные сценки и показывали зрителям мультфильмы.

## Мультфильмы
- He’s Bonkers! — комедийный мультсериал про чудаковатого рысёнка по имени Чокнутый (англ. Bonkers); его приятеля Нервного (англ. Jitters), пса, который всё время попадал в переделки; и девушку Оленёнок (англ. Fawn Deer), за которой Чокнутый пытался ухаживать.
- Marsupilami — мультсериал про необычного зверька Марсупилами (англ. Marsupilami), его лучшего друга гориллу Мориса (англ. Maurice) и заклятого врага Нормана (англ. Norman). Главный герой — вымышленное существо, напоминающее мартышку и ягуара одновременно.
- Totally Tasteless Videos — короткие пародии на телевизионные темы.

## Персонажи и актёры

### He’s Bonkers!
- Чокнутый (англ. Bonkers D. Bobcat) — главный герой мультсериала, рыжая рысь. В разных сериях выступает в различных амплуа (подобно классическим диснеевским героям): сантехник, космонавт, ковбой, детектив, водитель «Скорой помощи». Сюжет серий обычно заключается в том, что Чокнутый стремится качественно выполнить свою работу (как правило, чтобы произвести впечатление на Оленёнка, в которую влюблён), но в силу неординарного мышления, бурной энергии или внешних обстоятельств получается только хуже.
Озвучил Джим Каммингс.
- Нервный (англ. Jitters A. Dog) — пёс невысокого (даже по мультяшным меркам) роста, приятель Чокнутого. Невезучий, постоянно попадает в переделки. Коронная фраза: «I hate my life» (в русской версии — «Как мне не везёт»).
Озвучил Джефф Беннетт.
- Ворчун Грозный (англ. Grumbles the Grizzly) — большой сердитый медведь гризли. Выступает в роли сурового начальника главных героев (эпизод «Draining Cats and Dogs»), преступника (эпизод «Trailmix Bonkers») или просто сварливого персонажа.
Озвучил Роджер Бампасс.
- Оленёнок (англ. Fawn Deer) — девушка-оленёнок, объект обожания Чокнутого.
Озвучила Нэнси Картрайт.
- Таня (англ. Tanya Trunk) — жизнерадостная розовая слониха.
Озвучила Рита Морено.
- Родерик (англ. Roderick Lizzard) — ящерица с манерами британского аристократа.
Озвучил Джефф Беннетт.
- Тортил (англ. Tuttle Turtle) — черепаха, медлительный и туго соображающий лакей Родерика.
Озвучил Морис Ламарш.

## Список эпизодов
Планировалось выпустить как минимум 13 эпизодов «Raw Toonage», включая 12 роликов с ведущими, 13 мультфильмов «He’s Bonkers!», 16 «Marsupilami» и 12 «Totally Tasteless Videos». Однако производство сериала прекратили после 12 эпизодов из-за низкого рейтинга передачи. Два ролика с ведущими, два мультфильма «He’s Bonkers!» и одно из «Totally Tasteless Videos» так и не были завершены.

### Выпущенные эпизоды
Для краткости сериалы «He’s Bonkers!», «Marsupilami» и «Totally Tasteless Videos» обозначены как HB, M и TTV, соответственно.
1. Spatula Party / Doggie Schnauzer / Marsupilami Meets Dr. Normanstein (HB, TTV, M).
Ведущий: Людвиг фон Дрейк.
Премьера: 19 сентября 1992 г.
2. Sheerluck Bonkers / All Potato Network / The Puck Stops Here (HB, TTV, M).
Ведущий: Дон Карнаж («Чудеса на виражах»).
Премьера: 26 сентября 1992 г.
3. Bonkers in Space / Cro-Magnum P. I. / The Treasure of the Sierra Marsdre (HB, TTV, M).
Ведущий: Скрудж Макдак.
Премьера: 3 октября 1992 г.
4. Draining Cats and Dogs / Mars vs. Man (HB, M).
Ведущий: Себастьян («Русалочка»).
Премьера: 10 октября 1992 г.
5. Get Me to the Church on Time / So You Think You Know Everything, Do You? / Someo (HB, TTV, M).
Ведущий: Нервный.
Премьера: 17 октября 1992 г.
6. Ski Patrol / Poultrygeist / Romancing the Clone (HB, TTV, M).
Ведущие: 1. Чокнутый и Оленёнок. 2. Гуфи.
Премьера: 24 октября 1992 г.
7. Get Me a Pizza (Hold the Minefield) / Nightmare on Rocky Road / Wannabe Ruler? / The Porker’s Court (HB, TTV, M, TTV).
Ведущий: нет.
Премьера: 31 октября 1992 г.
8. Dogzapoppin’ / Bathtime for Maurice / A Fear of Kites (HB, M, M).
Ведущий: Зигзаг.
Премьера: 7 ноября 1992 г.
9. Trailmix Bonkers / The Young and the Nestless / Coming Attractions / Jungle Fever (HB, M, TTV, M).
Ведущий: нет.
Премьера: 14 ноября 1992 г.
10. Witch Doctor is Which? / Robin Hoof / The Hairy Ape (M, TTV, M).
Ведущие: Людвиг фон Дрейк и Гусёна («Чёрный Плащ»).
Премьера: 21 ноября 1992 г.
11. Quest for Firewood / Badly Animated Man / Safari So Good (HB, TTV, M).
Ведущие: Марсупилами и Морис.
Премьера: 28 ноября 1992 г.
12. Gobble Gobble Bonkers / Hot Spots / My New Shoes / Prime Mates Forever (HB, M, TTV, M).
Ведущий: нет.
Премьера: 5 декабря 1992 г.

### Незаконченные эпизоды
- Indiana Bonkers and the Temple of Fawn (HB)
- Pla-Toon (HB)
- Frog Prince of Bel-Air (TTV)

### Незаконченные ролики с ведущими
- Балу («Чудеса на виражах»)
- Флаундер («Русалочка»)

## Описание эпизодов

### He’s Bonkers!
1. Spatula Party (Приключения с лопаточкой)
Оленёнок попросила Чокнутого одолжить ей лопаточку для торта. В поисках лопаточки Чокнутый обегает весь район.
2. Sheerluck Bonkers (Шерлок Чокнутый)
Действие происходит в Викторианскую эпоху. Детектив Шерлок Чокнутый расследует дело о пропаже медальона Принцессы Оленёнка.
Примечание: в оригинале героя, роль которого исполняет Чокнутый, зовут не Sherlock (Шерлок), как Шерлока Холмса, а Sheerluck, дословно — «Чистое везение».
3. Bonkers in Space (Чокнутый в космосе)
Действие происходит в недалёком будущем на космической станции, где Чокнутый и Нервный работают на мойке космических шаттлов, владельцем которой является Ворчун. Пока Чокнутый флиртует с Оленёнком, его невезучий напарник улетает в открытый космос.
4. Draining Cats and Dogs (Куда пропадают кошки и собаки)
Чокнутый и Нервный работают водопроводчиками; Ворчун — их суровый начальник. Приятели спасают Оленёнка, чей дом затопило из-за прорыва трубы.
Примечание: название серии пародирует английскую поговорку «raining cats and dogs», которая соответствует русскому выражению «льёт как из ведра». Ни о каких кошках и собаках в эпизоде речи не идёт.
5. Get Me to the Church on Time (Бим женится)
Нервный женится, Чокнутый выступает его свидетелем на свадьбе. Свадьба через пять минут, церковь на другом конце города, а у друзей нет подходящего транспорта.
Примечание: переводчики ошиблись, назвав Нервного Бимом.
6. Ski Patrol (Лыжный патруль)
Чокнутый и Нервный работают водителями «Скорой помощи» на горнолыжном курорте; Оленёнок — медсестра. Ворчун сломал ногу, и Чокнутому с Нервным надо доставить его в больницу.
7. Get Me a Pizza (Hold the Minefield) (На войне как на войне)
Чокнутый доставляет пиццу солдатам на поле боя во время Первой мировой.
8. Dogzapoppin’ (Собачка Ворчуна)
Чокнутый пытается доставить Ворчуну посылку, но злобная собака не подпускает его к дому.
9. Trailmix Bonkers (Чокнутый-курьер)
Чокнутый на Диком Западе перевозит печатный пресс, за которым охотится бандит Ворчун.
10. Quest for Firewood (В поисках огня)
Действие происходит в доисторические времена. Чокнутый ищет дрова для костра, а изобретатель Нервный помогает ему.
11. Gobble Gobble Bonkers (Праздничный обед)
Недавно приплывшие из Англии Ворчун с дочерью Оленёнком и Родерик с Тортилом собираются отпраздновать первый в истории Америки День Благодарения, для чего им нужна индюшка. Нервный предлагает пилигримам свою лучшую индюшку, не осознавая, что она выступит в качестве обеда, а не гостьи. Чокнутый берётся спасти птицу.
12. Indiana Bonkers and the Temple of Fawn — не закончен.
13. Pla-Toon — не закончен.

## Ведущие
1. Людвиг фон Дрейк демонстрирует законы мультяшной физики.
2. Дон Карнаж рассказывает, как правильно искать клад.
3. Скрудж Макдак хвастается новой системой безопасности, установленной в его хранилище.
4. Себастьян спешит на представление, одновременно с этим пытаясь отделаться от преследующего его повара Луи.
5. Нервный работает дублёром на съёмках диснеевских мультсериалов: «Утиные Истории», «Чип и Дейл», «Русалочка», «Чудеса на виражах».
6. Чокнутый везёт Оленёнку телевизор.
7. Гуфи демонстрирует своё «мастерство» в различных видах спорта.
8. Зигзаг даёт уроки управления самолётом.
9. Гусёна просит Людвига фон Дрейка создать для неё монстра.
10. Марсупилами обучает Мориса давать отпор обидчикам.
11. Балу — эпизод не закончен.
12. Флаундер — эпизод не закончен.